# Tourisme à Åland
Le tourisme à Åland est promu par Visit Åland, l'organisation touristique officielle des îles Åland.

## Attractions touristiques majeures

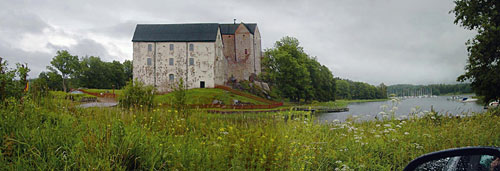
Château de Kastelholm.

L'attraction touristique majeure de Åland est la nature bénigne de ses saisons par rapport à d'autres parties de la Scandinavie. Les îles Åland ont plus d'heures d'ensoleillement par an que tout autre lieu dans la région. En plein été, le Soleil se lève à environ 3 h 30 et se couche à environ 22 h 0. En outre, les étés de Åland sont relativement chauds et ses hivers relativement doux, ce qui en fait une destination de vacances très populaire pour les Suédois et les Finlandais voisin.
La capitale d'Åland, Mariehamn, a une longue histoire maritime. Ville maritime, Mariehamn a un navire-musée toujours dans son état d'origine. Les îles Åland sont une collection d'îles dans un archipel, et les huit îles habitées de l'archipel abritent un certain nombre de petits villages, de nombreux monuments architecturaux du passé (sous la forme d'abbayes et de châteaux en ruines).  Le château Kastelholm, datant du XVIe siècle, est une attraction populaire bordée par deux golfs.
Åland attire aussi de nombreux touristes qui cherchent à participer à des activités de plein air. La plongée, l'escalade, le canoë-kayak, la randonnée, le camping et l'équitation sont populaires auprès des visiteurs. La chasse est également possible à Åland, et est activement promue par Visit Åland.

## Statistiques
207 566 touristes ont visité Åland en 2009. Cela constitue une diminution de 9,9 % du nombre de touristes par rapport à 2008. 
44,3 % des touristes arrivent de Finlande, 43,9 % de Suède et le reste, 11,9 %, d'autres pays. La durée moyenne de séjour pour les touristes dans les îles Åland est de 2,1 nuits, les touristes en provenance de Finlande (1,9 nuits) et de Suède se situant en dessous de la moyenne et ceux en provenance d'autres pays (3,2 nuits) au-dessus. 
108 241 des touristes en 2009 ont séjourné dans des hôtels, 26 072 dans les maisons d'hôtes et 39 620 sont restés dans des chalets. On remarque l'augmentation du nombre de visiteurs en provenance de pays autres que la Suède et la Finlande séjournant dans les hôtels. Il y a eu une augmentation de 77,8 % par rapport à 2008.